# Smoove Jones
Smoove Jones è l'ottavo album in studio della cantante statunitense Mýa, pubblicato nel 2016.

## Tracce
1. Smoove Jones Radio (Intro) – 0:59
2. Welcome to My World – 4:10
3. Hold On (featuring Phil Adé) – 3:22
4. Elevator (featuring Smoove Jones) – 2:57
5. Phya – 3:18
6. Spoil Me – 2:13
7. Team You – 4:12
8. Coolin' – 4:01
9. One Man Woman (Ol' Skoo' Joint) – 4:45
10. Circle of Life (Ol' Skoo' Joint) – 4:12
11. Smoove Jones Afta Glow Show (Outro) – 6:42